# Androphilia và Gynephilia

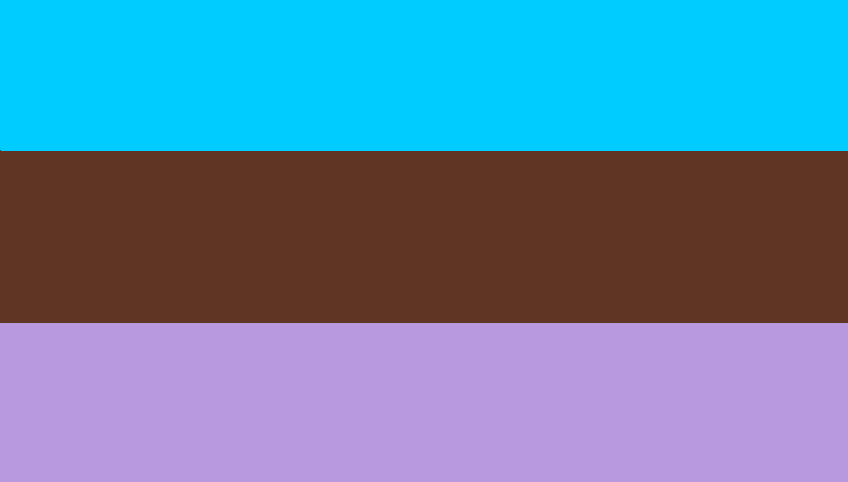
Cờ của cộng đồng người Androphilie/Androsexual

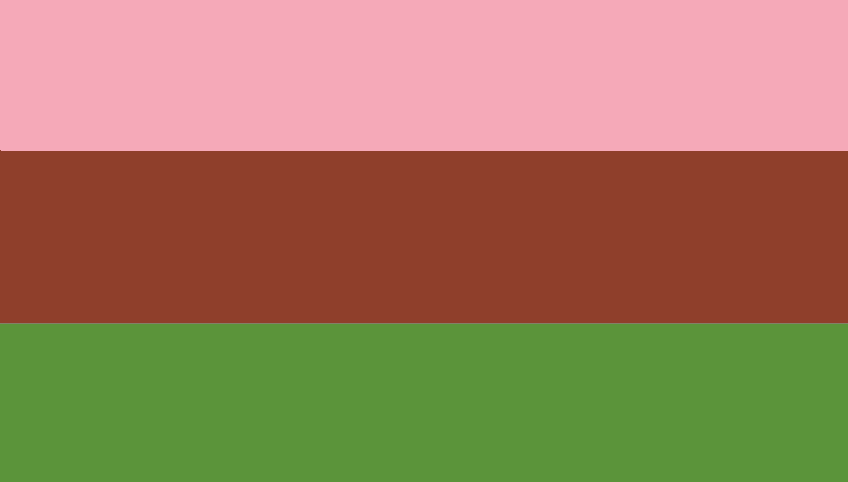
Cờ của cộng đồng người Gynephilie/Gynesexual

Sự hấp dẫn với tính nam và sự hấp dẫn với tính nữ là những thuật ngữ được sử dụng trong khoa học hành vi để mô tả xu hướng tính dục, để thay thế cho khái niệm người đồng tính và người dị tính trong hệ nhị phân giới. Sự hấp dẫn với tính nam mô tả sự hấp dẫn tình dục đối với nam giới hoặc tính nam; sự hấp dẫn với tính nữ mô tả sự hấp dẫn tình dục đối với nữ giới hoặc tính nữ. Sự hấp dẫn với tính nam và tính nữ mô tả sự kết hợp của cả hấp dẫn với tính nam và hấp dẫn với tính nữ ở một cá nhân nhất định, hay còn được coi là song tính luyến ái.
Các thuật ngữ này được sử dụng một cách khách quan để xác định đối tượng thu hút của một người mà không quy kết về giới tính được chỉ định hoặc bản dạng giới của người đó.[cần dẫn nguồn] Điều này có thể tránh sự thiên vị vốn có trong các khái niệm chuẩn mực về tính dục của con người, tránh nhầm lẫn và xúc phạm khi mô tả những người không thuộc nền văn hóa phương Tây, cũng như khi mô tả người liên giới tính và người chuyển giới, đặc biệt là những người phi nhị nguyên hoặc nằm ngoài giới nhị nguyên.[cần dẫn nguồn]

## Những cách dùng trong quá khứ

### Sự hấp dẫn với tính nam
Magnus Hirschfeld, một nhà tình dục học và bác sĩ người Đức đầu thế kỷ 20, đã chia những người đồng tính nam thành bốn nhóm: người ái nhi (paedophiles), những người bị thu hút nhiều nhất bởi người vị thành niên trước tuổi dậy thì; người ái thiếu niên (ephebophiles), những người bị thu hút nhiều nhất bởi những thiếu niên từ dậy thì cho đến đầu đôi mươi; người ái thành niên (androphiles), những người bị thu hút nhiều nhất bởi những người trong độ tuổi từ 20 đến 50; và người ái lão (gerontophiles), những người bị thu hút nhiều nhất bởi những người đàn ông lớn tuổi, cho đến khi về già.  Theo Karen Franklin, Hirschfeld đã coi ái thiếu niên là "phổ biến và không phải bệnh lý, trong đó mỗi nhóm ái thiếu niên và ái thành niên chiếm khoảng 45% trong dân số người đồng tính."
Trong cuốn Tuyên ngôn về sự hấp dẫn với tính nam: Từ chối bản dạng đồng tính nam, đòi lại tính nam (Androphilia, A Manifesto: Rejecting the Gay Identity, Reclaiming Masculinity), Jack Donovan sử dụng thuật ngữ này để nhấn mạnh tính nam ở cả đối tượng và chủ thể của ham muốn tình dục đồng giới nam và bác bỏ sự không tuân theo chuẩn tính dục mà ông thấy trong một số bộ phận của bản dạng đồng tính.
Khái niệm tính nam luyến ái (androsexuality) thường được sử dụng như một từ đồng nghĩa với sự hấp dẫn với tính nam.

#### Sử dụng thay thế trong sinh học và y học
Trong sinh học, tính ái thành niên đôi khi được sử dụng như một từ đồng nghĩa với tính ưa người (anthropophilic), mô tả những sinh vật ký sinh ưa thích vật chủ là con người hơn là động vật. Tính ái thành niên đôi khi cũng được sử dụng để mô tả một số protein và thụ thể androgen.

### Sự hấp dẫn với tính nữ
Một phiên bản của thuật ngữ này đã xuất hiện trong tiếng Hy Lạp cổ đại. Trong bài thơ Idyll 8, dòng 60, Theocritus sử dụng gynaikophilias (γυναικοφίλιας) như một tính từ nói giảm nói tránh để mô tả sự ham muốn mãnh liệt đối với phụ nữ của Zeus.
Sigmund Freud sử dụng thuật ngữ gynecophilic để mô tả đối tượng nghiên cứu Dora của ông. Ông cũng sử dụng thuật ngữ này trong thư từ.  Cách viết biến thể gynophilia đôi khi cũng được sử dụng.
Cũng có trường hợp thuật ngữ tính nữ luyến ái (gynesexuality) được sử dụng như một từ đồng nghĩa. Nhà phân tâm học Nancy Chodorow cho rằng thời điểm tiền Oedipus khi mà cả con trai và con gái đều trải qua giai đoạn tập trung tâm lý và ham muốn tình dục vào người mẹ nên được gọi là sự hấp dẫn với nữ giới hoặc ái mẫu (matrisexuality) cho những người tập trung đặc biệt vào người mẹ.

## Hứng thú tình dục ở người trưởng thành
Theo Hirschfeld, sự hấp dẫn với tính nam và sự hấp dẫn với tính nữ đôi khi được sử dụng trong việc phân biệt sự hứng thú tình dục dựa trên giai đoạn tuổi tác, được John Money gọi là Định niên luyến ái (chronophilia) (Sự hấp dẫn tính dục với một giai đoạn tuổi tác nhất định). Trong đó, sự hấp dẫn tình dục đối với người trưởng thành được gọi là teleiophilia  hoặc adultophilia.  Trong ngữ cảnh này, sự hấp dẫn với tính nam và sự hấp dẫn với tính nữ là các biến thể theo giới tính có nghĩa là "sự hấp dẫn đối với nam giới trưởng thành" và "sự hấp dẫn đối với nữ giới trưởng thành". Nhà tâm lý học Dennis Howitt viết:

Định nghĩa trước hết là một vấn đề lý thuyết, không chỉ đơn thuần là phân loại, vì phân loại bao hàm lý thuyết, cho dù chỉ là bước đầu. Freund và cộng sự (1984) đã sử dụng các từ Latin để phân loại sự hấp dẫn tính dục theo các khía cạnh của giới tính và tuổi tác:
Sự hấp dẫn với tính nữ: Hứng thú tình dục với nữ giới trưởng thành về mặt sinh học

Sự hấp dẫn với tính nam: Hứng thú tình dục với nam giới trưởng thành về mặt sinh học

## Thước đo sự hấp dẫn với tính nam và sự hấp dẫn với tính nữ
Thước đo 9 điểm sự hấp dẫn với tính nữ được đưa ra để đo lường ý muốn gợi dục ở nữ giới trưởng thành và thước đo 13 điểm sự hấp dẫn với tính nam được đưa ra để đo lường ý muốn gợi dục ở nam giới trưởng thành. Các thước đo được phát triển bởi Kurt Freund và Betty Steiner vào năm 1982.  Sau đó các thước đo được Ray Blanchard sửa đổi vào năm 1985, với tên gọi Chỉ số biến đổi sự hấp dẫn tính nam – hấp dẫn tính nữ (MAGI) 

## Bản dạng giới và thể hiện giới

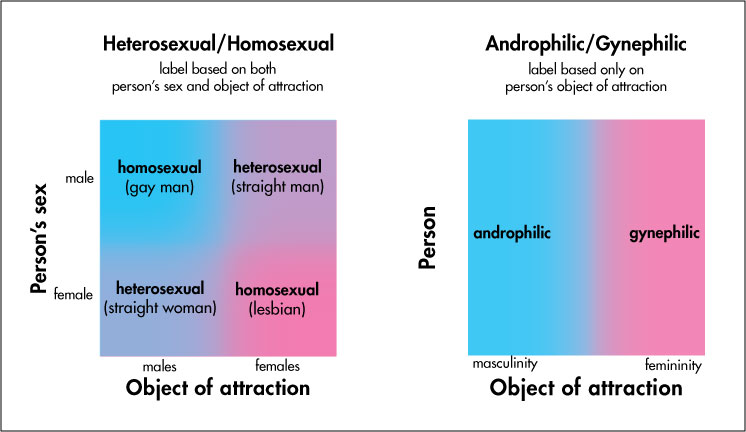
Biểu đồ thể hiện mối quan hệ của giới tính (trục X) và tính dục (trục Y). Ma trận đồng tính / dị tính nằm trong ma trận tính hấp dẫn với tính nam (androphilic) / hấp dẫn với tính nữ (gynephilic), vì thuật ngữ đồng tính / dị tính mô tả đồng thời giới tính và xu hướng tính dục. Biểu đồ này cũng cho thấy đối tượng hấp dẫn tình dục của một người có thể bị ảnh hưởng không phải bởi giới, mà bởi tính nam và tính nữ.

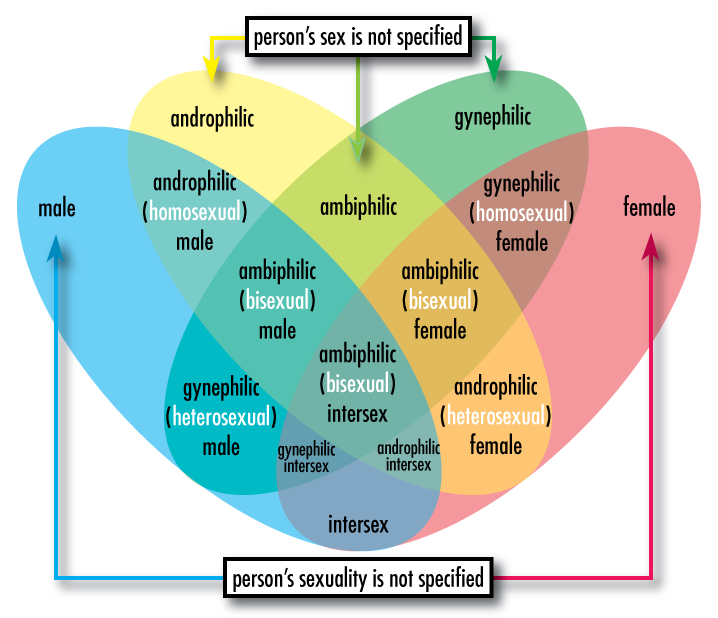
Biểu đồ ven thể hiện mối quan hệ giữa giới tính và tính dục. Các ký hiệu mô tả trong ma trận đồng tính luyến ái / dị tính luyến ái có màu trắng, để hiển thị sự khác biệt trong ma trận Hấp dẫn với tính nam (androphilic) / Hấp dẫn với tính nữ (gynephilic).

Magnus Hirschfeld đã phân biệt giữa những người hấp dẫn với tính nữ, người song tính, người hấp dẫn với tính nam,người vô tính và người ái kỷ hoặc những người tính dục linh hoạt đối nguyên (automonosexual gender-variant persons). Từ đó, một số nhà tâm lý học đã đề xuất sử dụng người chuyển giới đồng tính (homosexual transsexual) và người chuyển giới dị tính (heterosexual transsexual) hay người chuyển giới phi đồng tính (non-homosexual transsexual). Nhà tâm lý học James D. Weinrich đã mô tả sự phân chia giữa các nhà tâm lý học: "Những người chuyển giới nữ bị thu hút bởi nam giới (một số người gọi là 'đồng tính luyến ái' hoặc "tính hấp dẫn với tính nam') ở góc dưới bên trái của bảng XY, theo thứ tự xếp họ với những người đàn ông đồng tính luyến ái thông thường (tính hấp dẫn với tính nam) ở phía dưới bên phải. Cuối cùng, có những người chuyển giới nữ bị thu hút bởi phụ nữ (được một số người gọi là dị tính và những người khác gọi là " hấp dẫn với tính nữ" hoặc người đồng tính nữ)." 

Việc sử dụng cụm từ người chuyển giới đồng tính và các thuật ngữ liên quan đã được áp dụng cho người chuyển giới từ giữa thế kỷ 20, mặc dù những lo ngại về các thuật ngữ này đã được phát biểu kể từ đó. Harry Benjamin nói vào năm 1966:
… có vẻ như việc đặt câu hỏi "Người chuyển giới (này) có đồng tính không?" cần phải được trả lời bằng  "có" hoặc "không". "Có," nếu xem xét về mặt giải phẫu; "không" nếu ưu tiên về mặt tâm lý.

Trường hợp nào sẽ xảy ra sau khi can thiệp phẫu thuật định hình và giải phẫu giới tính hiện tại của người đó đã giống như của một người phụ nữ? "Người phụ nữ mới" có còn là đàn ông đồng tính? "Có", nếu nhấn mạnh về tính tiểu tiết và sự máy móc. "Không" nếu dựa vào lý lẽ và lẽ thường và nếu bệnh nhân đó được đối xử như một cá nhân chứ không phải chỉ trên giấy tờ.
Có nhiều nguồn, bao gồm cả một số người ủng hộ cách phân loại hình này, chỉ trích việc lựa chọn từ ngữ này là khó hiểu và suy diễn. Nhà sinh vật học Bruce Bagemihl viết ".. điểm tham chiếu cho xu hướng" dị tính" hoặc" đồng tính" trong danh pháp này chỉ là giới tính di truyền của cá nhân trước khi tái chỉ định (xem ví dụ, Blanchard và cộng sự. 1987, Coleman và Bockting, 1988, Blanchard, 1989). Do đó những nhãn này bỏ qua cảm nhận của cá nhân về việc ưu tiên bản dạng giới hơn là giới tính sinh học, thay vì điều ngược lại."  Bagemihl tiếp tục đặt vấn đề với cách thuật ngữ này dễ dàng áp đặt việc người chuyển đổi giới tính là những nam giới đồng tính tìm cách thoát khỏi sự kỳ thị.  Leavitt và Berger đã tuyên bố vào năm 1990 rằng "Nhãn người đồng tính chuyển giới gây nhầm lẫn và tranh cãi giữa những người đàn ông tái chỉ định giới tính. Các nhà phê bình cho rằng thuật ngữ" người đồng tính chuyển giới" là "thượng tôn dị tính", " lỗi thời",  và hạ thấp giá trị vì nó gán nhãn mọi người theo giới tính sinh học khi sinh ra thay vì bản dạng giới của họ.  Benjamin, Leavitt và Berger đều đã sử dụng thuật ngữ này trong công trình của riêng họ. Nhà tình dục học John Bancroft cũng bày tỏ sự hối tiếc vì đã sử dụng thuật ngữ này, vốn ban đầu chỉ được sử dụng để chỉ phụ nữ chuyển đổi giới tính theo như tiêu chuẩn ông ấy đặt ra.  Ông ấy nói rằng bản thân hiện tại đang cố gắng lựa chọn từ ngữ của mình một cách tế nhị hơn. Nhà tình dục học Charles Allen Moser cũng phê phán thuật ngữ này.
Việc sử dụng thuật ngữ sự hấp dẫn với tính nam và sự hấp dẫn với tính nữ đã được đề xuất và phổ biến bởi nhà tâm lý học Ron Langevin vào những năm 1980.  Nhà tâm lý học Stephen T. Wegener viết, "Langevin đưa ra một số đề xuất cụ thể về ngôn ngữ được sử dụng để mô tả sự bất thường về tính dục. Ví dụ: ông ấy đề xuất thuật ngữ tính hấp dẫn với tính nữ và tính hấp dẫn với tính nam để chỉ ra đối tác ưa thích bất kể bản dạng giới hoặc trang phục của một cá nhân. Những người đang viết và nghiên cứu về lĩnh vực này làm rất nên áp dụng vốn từ vựng rõ ràng và súc tích của ông ấy. "

Bác sĩ tâm thần Anil Aggrawal giải thích tại sao các thuật ngữ này lại hữu ích trong bảng thuật ngữ:
Sự hấp dẫn với tính nam - Sự sự hấp dẫn tình cảm và/hoặc tình dục đối với nam giới trưởng thành. Thuật ngữ này, cùng với thuật ngữ Sự hấp dẫn với tính nữ, là những thuật ngữ cần thiết giúp khắc phục những khó khăn to lớn trong việc xác định đặc điểm xu hướng tính dục của người chuyển giới nam và người chuyển giới nữ. Ví dụ, rất khó để quyết định liệu một người chuyển giới nam bị thu hút bởi nam giới là một người dị tính nữ hay một người đồng tính nam; hoặc một người chuyển giới nữ bị thu hút bởi phụ nữ là một người dị tính nam hay một người đồng tính nữ. Bất kỳ nỗ lực nào để phân loại có thể không chỉ gây ra nhầm lẫn mà còn gây ra xúc phạm đối với các đối tượng bị ảnh hưởng. Trong những trường hợp như vậy, khi xác định sự hấp dẫn tình dục, tốt nhất nên tập trung vào đối tượng thu hút của họ hơn là giới tính hoặc giới của đối tượng đang được đề cập.
Nhà tình dục học Milton Diamond, người ưa thích thuật ngữ Hấp dẫn với tính nữ (gynecophilia) viết, "Các thuật ngữ người dị tính, người đồng tính và người song tính tốt hơn hết nên được sử dụng như tính từ, không phải danh từ, và nên áp dụng cho hành vi hơn là áp dụng cho con người." Diamond cũng khuyến khích sử dụng các thuật ngữ Hấp dẫn với tính nam (androphilic), Hấp dẫn với tính nữ (gynecophilic) và Hấp dẫn với cả tính nam và tính nữ (ambiphilic) để mô tả các đối tác tình dục mà một người ưu thích (andro = nam, gyneco = nữ, ambi = cả hai, philic = yêu). Các thuật ngữ này loại bỏ nhu cầu phân biệt rõ ràng về đối tượng hướng tới mà thay vào đó tập trung vào đối tác mà họ mong muốn. Cách sử dụng này đặc biệt thuận lợi khi thảo luận về đối tác của những người chuyển đổi giới tính hoặc những người liên giới tính. Những thuật ngữ mới này cũng không mang gánh nặng xã hội như những thuật ngữ cũ. "
Nhà tâm lý học Rachel Ann Heath viết, "Thuật ngữ đồng tính và dị tính rất khó xử, đặc biệt là khi được sử dụng hoặc thay thế cho đồng tính nam và đồng tính nữ. Thay vào đó, tôi sử dụng tính hấp dẫn với tính nữ (gynephilic) và tính hấp dẫn với tính nam (androphilic) để lần lươt chỉ sở thích tình dục đối với phụ nữ và nam giới. Gynephilic và androphilic bắt nguồn từ tiếng Hy Lạp có nghĩa lần lượt là tình yêu của một người phụ nữ và tình yêu của một người đàn ông. Vì vậy, một người đàn ông hấp dẫn với tính nữ là một người đàn ông thích phụ nữ, tức là một người dị tính nam, trong khi một người đàn ông hấp dẫn với tính nam là một người đàn ông thích đàn ông, nghĩa là, một người gay. Nói một cách đầy đủ, một người đồng tính nữ là một người hấp dẫn với tính nữ, tức một người phụ nữ thích những người phụ nữ khác. Người phụ nữ chuyển giới tính hấp dẫn với tính nữ là phụ nữ chuyển giới có sở thích tình dục dành cho phụ nữ. Trừ khi đồng tính và dị tính là những thuật ngữ dễ hiểu hơn trong một ngữ cảnh nhất định, thuật ngữ chính xác hơn này sẽ được sử dụng xuyên suốt cuốn sách. Vì người đồng tính, đồng tính nam và đồng tính nữ thường gắn liền với sự cố chấp và bài trừ trong nhiều xã hội, nên sự nhấn mạnh vào xu hướng tính dục vừa phù hợp vừa công bằng về mặt xã hội"  Tác giả Helen Boyd đồng ý khi viết, "Sẽ chính xác hơn nhiều nếu định nghĩa xu hướng tính dục là" androphilic "(yêu đàn ông) và" gynephilic "(yêu phụ nữ)."   Nhà khoa học xã hội học Rebecca Jordan-Young thách thức các nhà nghiên cứu như Simon LeVay, J. Michael Bailey và Martin Lalumiere, những người mà bà ấy nói "đã hoàn toàn thất bại trong việc đánh giá các tác động của những cách thay thế trong việc định hình xu hướng tính dục." 

## Giới trong các nền văn hóa không thuộc nền văn hóa phương Tây
Một số nhà nghiên cứu ủng hộ việc sử dụng thuật ngữ này để tránh sự thiên vị vốn có trong các khái niệm phương Tây về tính dục con người. Viết về phần dân số là người fa'afafine ở Samoa, nhà xã hội học Johanna Schmidt viết:
Kris Poasa, Ray Blanchard và Kenneth Zucker (2004) cũng đưa ra một lập luận cho rằng fa'afafine nằm trong tiêu chuẩn đánh giá 'đồng tính luyến ái ở người chuyển giới (transgenderal homosexuality)', áp dụng cùng một thứ tự ra đời cho các gia đình của fa'afafine cũng như với 'người chuyển giới đồng tính'. Mặc dù không có mối quan hệ nhân quả rõ ràng nào được đưa ra, nhưng việc Poasa, Blanchard và Zucker sử dụng thuật ngữ 'người chuyển giới đồng tính’' để chỉ những người chuyển đổi giới tính nam sang nữ có khuynh hướng tình dục hướng về nam giới tạo ra mối liên hệ rõ ràng giữa xu hướng tính dục và bản dạng giới. Mối liên hệ này được củng cố bằng cách đề cập đến các phương trình thứ tự ra đời tương tự thực tế đã được xác địnhcho 'những người đồng tính nam'. Khả năng xu hướng tính dục hướng tới nam giới (nam tính) xuất phát từ (thay vì gây ra) bản dạng giới tính nữ không được xem xét ở đây.
Schmidt lập luận rằng trong các nền văn hóa nơi giới thứ ba được công nhận, một thuật ngữ như "người chuyển giới đồng tính" không phù hợp với các phạm trù văn hóa.  Cô trích dẫn công trình của Paul Vasey và Nancy Bartlett: "Vasey và Bartlett tiết lộ tính văn hóa đặc trưng của các khái niệm như đồng tính luyến ái, họ tiếp tục sử dụng thuật ngữ 'khoa học' hơn (và do đó có lẽ là 'khách quan' hơn) về sư hấp dẫn với tính nam và sự hấp dẫn với tính nữ (sự hấp dẫn tình dục với nam giới hoặc tính nam và sự hấp dẫn tình dục với  nữ giới hoặc tính nữ tương ứng) để hiểu về tính dục của người fa'afafine và những người Samoa khác." Nhà nghiên cứu Sam Winter đã trình bày một lập luận tương tự:
Các thuật ngữ như 'đồng tính luyến ái' và dị tính luyến ái (và 'đồng tính nam', 'đồng tính nữ', 'song tính luyến ái', v.v.) là quan niệm của phương Tây. Nhiều người châu Á không quen với chúng, không dễ dàng dịch sang ngôn ngữ mẹ đẻ của họ hoặc thế giới quan về tình dục học của họ. Tuy nhiên, tôi nhân cơ hội để ghi nhận về việc tôi coi một người chuyển giới nữ hấp dẫn bởi tính nam (tức là một người bị thu hút tình dục bởi nam giới) là người dị tính vì cô ấy bị thu hút bởi người khác giới và người chuyển giới nữ hấp dẫn với tính nữ (tức là một người bị thu hút tình dục bởi nữ giới) là người đồng tính bởi vì cô ấy có xu hướng lựa chọn đối tác tương đồng về giới. Cách sử dụng của tôi trái ngược với nhiều tài liệu phương Tây (đặc biệt là y học) trong đó vẫn tiếp tục gọi người chuyển giới nữ hấp dẫn với tính nam và người chuyển giới nam hấp dẫn với tính nữ là người đồng tính (tức lần lượt là là người chuyển giới đồng tính nam và người chuyển giới đồng tính nữ).